# João Pereira de Sampaio
João Pereira de Sampaio (Rio de Janeiro, 25 de julho de 1893 – Capão da Canoa, 26 de setembro de 1963) foi um juiz de direito, desembargador e político brasileiro que ficou conhecido como Desembargador Sampaio. 
Em 1920 prestou concurso para o cargo de Juiz de Direito e, aprovado, foi servir na Comarca de Santo Ângelo (Rio Grande do Sul) e no ano seguinte foi para a Comarca de São Luiz Gonzaga, onde permaneceu por cerca de 7 anos e onde veio a conhecer sua esposa, Dulce Gomes Sampaio, com quem teve cinco filhos. 
No Rio Grande do Sul, participou da criação da Associação dos Magistrados Sul Riograndenses atualmente conhecida como Associação dos Juízes do Rio Grande do Sul (AJURIS), estando presente na reunião de instalação da Associação dos Magistrados Sul Riograndenses, em 11 de agosto de 1944, assumindo a diretoria provisória.
Disputou o cargo de governador nas Eleições estaduais no Rio Grande do Sul em 1954.
Era pai dos cartunistas SamPaulo e Sampaio.
Desembargador Sampaio era artista plástico e circulava no meio artístico porto-alegrense ao lado do artista plástico espanhol Benito Castañeda.